# Кобилівський загальнозоологічний заказник
Коби́лівський зака́зник — загальнозоологічний заказник місцевого значення в Україні. Розташований у межах Кобильської сільради Збаразького району Тернопільської області, в тому числі у кв. 1—3, 5 Збаразького лісництва, у лісових урочищах Мала Березовиця, Іванчани, Скалка. 
Площа — 1603 га. Створений відповідно до рішення виконкому Тернопільської обласної ради від 30 серпня 1990 року № 189. Рішенням Тернопільської обласної ради від 22 липня 1998 року № 15 мисливські угіддя заказника надані в користування Збаразької районної організації УТМР як постійнодіюча ділянка з охорони, збереження та відтворення мисливської фауни. Перебуває у віданні Кобильської сільради (229 га) і Тернопільського держлісгоспу (1374 га). 
Під охороною — численна мисливська фауна. Трапляються борсук, лисиця звичайна та сарна європейська, занесені до Червоної книги України, заєць, куріпка сірі, куниця лісова, свиня дика, цінні мисливські види та інші тварини.